# Peru i olympiska sommarspelen 2016
Peru deltog med 29 deltagare vid de olympiska sommarspelen 2016 i Rio de Janeiro. Ingen av landets deltagare erövrade någon medalj.

## Brottning
Förkortningar:
- VT – Vinst genom fall.
- PP – Beslut efter poäng – förloraren fick tekniska poäng.
- PO – Beslut efter poäng – förloraren fick inte tekniska poäng.
- ST – Teknisk överlägsenhet – förloraren utan tekniska poäng och en marginal med minst 8 (grekisk-romersk stil) eller 10 (fristil) poäng.

Damer, fristil
| Brottare     | Gren           | Kvalomgång           | Omgång 1                | Kvartsfinal          | Semifinal            | Återkval 1           | Återkval 2           | Final / BM           | Final / BM |
| Brottare     | Gren           | Motståndare Resultat | Motståndare Resultat    | Motståndare Resultat | Motståndare Resultat | Motståndare Resultat | Motståndare Resultat | Motståndare Resultat | Placering  |
| ------------ | -------------- | -------------------- | ----------------------- | -------------------- | -------------------- | -------------------- | -------------------- | -------------------- | ---------- |
| Yanet Sovero | Lättvikt -58kg | Bye                  | Rentería (COL) L 1–3 PP | Gick inte vidare     | Gick inte vidare     | Gick inte vidare     | Gick inte vidare     | Gick inte vidare     | 18         |

## Friidrott
Förkortningar
- Notera– Placeringar avser endast det specifika heatet.
- Q = Tog sig vidare till nästa omgång
- q = Tog sig vidare till nästa omgång som den snabbaste förloraren eller, i fältgrenarna, genom placering utan att nå kvalgränsen
- NR = Nationellt rekord
- N/A = Omgången fanns inte i grenen
- Bye = Idrottaren behövde inte tävla i omgången

Herrar
Bana och väg
| Idrottare         | Gren                   | Heat        | Heat      | Final    | Final     |
| Idrottare         | Gren                   | Resultat    | Placering | Resultat | Placering |
| ----------------- | ---------------------- | ----------- | --------- | -------- | --------- |
| David Torrence    | Herrarnas 5 000 meter  | 13:23,20 NR | 10 q      | 13:43,12 | 15        |
| Luis Ostos        | Herrarnas 10 000 meter | i.u.        | i.u.      | 28:02,03 | 21        |
| Raúl Machacuay    | Herrarnas maraton      | i.u.        | i.u.      | 2:18:00  | 45        |
| Christian Pacheco | Herrarnas maraton      | i.u.        | i.u.      | 2:18:41  | 52        |
| Raúl Pacheco      | Herrarnas maraton      | i.u.        | i.u.      | 2:20:13  | 66        |
| Paolo Yurivilca   | Herrarnas 20 km gång   | i.u.        | i.u.      | 1:24:48  | 41        |
| Luis Henry Campos | Herrarnas 50 km gång   | i.u.        | i.u.      | DNF      | DNF       |
| Pavel Chihuán     | Herrarnas 50 km gång   | i.u.        | i.u.      | 4:32:37  | 48        |

Fältgrenar
| Idrottare     | Gren               | Kval    | Kval      | Final            | Final            |
| Idrottare     | Gren               | Distans | Placering | Distans          | Placering        |
| ------------- | ------------------ | ------- | --------- | ---------------- | ---------------- |
| Arturo Chávez | Herrarnas höjdhopp | 2,22    | 29        | Gick inte vidare | Gick inte vidare |

Damer
Bana och väg
| Idrottare         | Gren                | Final    | Final     |
| Idrottare         | Gren                | Resultat | Placering |
| ----------------- | ------------------- | -------- | --------- |
| Jovana de la Cruz | Damernas maraton    | 2:35,49  | 36        |
| Inés Melchor      | Damernas maraton    | DNF      | DNF       |
| Gladys Tejeda     | Damernas maraton    | 2:29,55  | 15        |
| Kimberly García   | Damernas 20 km gång | 1:32:09  | 14        |
| Jessica Hancco    | Damernas 20 km gång | 1:39:08  | 51        |

## Gymnastik

### Artistisk
Damer
| Gymnast       | Gren       | Kval    | Kval    | Kval    | Kval    | Kval   | Kval      | Final            | Final            | Final            | Final            | Final            | Final            |
| Gymnast       | Gren       | Redskap | Redskap | Redskap | Redskap | Totalt | Placering | Redskap          | Redskap          | Redskap          | Redskap          | Totalt           | Placering        |
| Gymnast       | Gren       | V       | UB      | BB      | F       | Totalt | Placering | V                | UB               | BB               | F                | Totalt           | Placering        |
| ------------- | ---------- | ------- | ------- | ------- | ------- | ------ | --------- | ---------------- | ---------------- | ---------------- | ---------------- | ---------------- | ---------------- |
| Ariana Orrego | Fristående | i.u.    | i.u.    | i.u.    | 13,166  | 13,166 | 54        | Gick inte vidare | Gick inte vidare | Gick inte vidare | Gick inte vidare | Gick inte vidare | Gick inte vidare |

## Judo
| Idrottare     | Gren                           | Omgång 1             | Omgång 2                | Kvartsfinaler        | Semifinaler          | Återkval             | Final / BM           | Final / BM       |                  |
| Idrottare     | Gren                           | Motståndare Resultat | Motståndare Resultat    | Motståndare Resultat | Motståndare Resultat | Motståndare Resultat | Motståndare Resultat | Placering        |                  |
| ------------- | ------------------------------ | -------------------- | ----------------------- | -------------------- | -------------------- | -------------------- | -------------------- | ---------------- | ---------------- |
| Juan Postigos | Herrarnas extra lättvikt −60kg | Bye                  | Safarov (AZE) L 000–011 | Gick inte vidare     | Gick inte vidare     | Gick inte vidare     | Gick inte vidare     | Gick inte vidare | Gick inte vidare |

## Ridsport

### Hoppning
| Ryttare       | Häst  | Gren         | Kval     | Kval      | Kval     | Kval     | Kval      | Kval             | Kval             | Kval             | Final            | Final            | Final            | Final            | Final            | Totalt           | Totalt           |
| Ryttare       | Häst  | Gren         | Omgång 1 | Omgång 1  | Omgång 2 | Omgång 2 | Omgång 2  | Omgång 3         | Omgång 3         | Omgång 3         | Omgång A         | Omgång A         | Omgång B         | Omgång B         | Omgång B         | Totalt           | Totalt           |
| Ryttare       | Häst  | Gren         | Straff   | Placering | Straff   | Totalt   | Placering | Straff           | Totalt           | Placering        | Straff           | Placering        | Straff           | Totalt           | Placering        | Straff           | Placering        |
| ------------- | ----- | ------------ | -------- | --------- | -------- | -------- | --------- | ---------------- | ---------------- | ---------------- | ---------------- | ---------------- | ---------------- | ---------------- | ---------------- | ---------------- | ---------------- |
| Alonso Valdéz | Chief | Individuellt | 6        | 51 Q      | 16       | 22       | 56        | Gick inte vidare | Gick inte vidare | Gick inte vidare | Gick inte vidare | Gick inte vidare | Gick inte vidare | Gick inte vidare | Gick inte vidare | Gick inte vidare | Gick inte vidare |

## Rodd
| Roddare           | Gren                    | Heat    | Heat      | Återkval | Återkval  | Kvartsfinal | Kvartsfinal | Semifinal | Semifinal | Final   | Final     |
| Roddare           | Gren                    | Tid     | Placering | Tid      | Placering | Tid         | Placering   | Tid       | Placering | Tid     | Placering |
| ----------------- | ----------------------- | ------- | --------- | -------- | --------- | ----------- | ----------- | --------- | --------- | ------- | --------- |
| Renzo León García | Herrarnas singelsculler | 7:21,04 | 4 R       | 7:25,55  | 2 QF      | 7:30,91     | 6 SC/D      | 7:37,34   | 5 FD      | 7:02,28 | 20        |
| Camila Valle      | Damernas singelsculler  | 9:30,60 | 5 R       | 8:32,66  | 6 SE/F    | Bye         | Bye         | 9:11,91   | 4 FF      | 9:18,24 | 31        |

## Segling
Herrar
| Seglare           | Gren            | Lopp | Lopp | Lopp | Lopp | Lopp | Lopp | Lopp | Lopp | Lopp | Lopp | Lopp | Nettopoäng | Finalplacering |
| Seglare           | Gren            | 1    | 2    | 3    | 4    | 5    | 6    | 7    | 8    | 9    | 10   | M*   | Nettopoäng | Finalplacering |
| ----------------- | --------------- | ---- | ---- | ---- | ---- | ---- | ---- | ---- | ---- | ---- | ---- | ---- | ---------- | -------------- |
| Stefano Peschiera | Herrarnas laser | 37   | 40   | 16   | 16   | 28   | 22   | 21   | 27   | 35   | DNF  | EL   | 242        | 31             |

Damer
| Seglare        | Gren                  | Lopp | Lopp | Lopp | Lopp | Lopp | Lopp | Lopp | Lopp | Lopp | Lopp | Lopp | Nettopoäng | Finalplacering |
| Seglare        | Gren                  | 1    | 2    | 3    | 4    | 5    | 6    | 7    | 8    | 9    | 10   | M*   | Nettopoäng | Finalplacering |
| -------------- | --------------------- | ---- | ---- | ---- | ---- | ---- | ---- | ---- | ---- | ---- | ---- | ---- | ---------- | -------------- |
| Paloma Schmidt | Damernas laser radial | 31   | 26   | 29   | 27   | 29   | 30   | 18   | 32   | 30   | 29   | EL   | 248        | 31             |

## Simning
| Simmare         | Gren                   | Heat    | Heat      | Semifinal        | Semifinal        | Final            | Final            |
| Simmare         | Gren                   | Tid     | Placering | Tid              | Placering        | Tid              | Placering        |
| --------------- | ---------------------- | ------- | --------- | ---------------- | ---------------- | ---------------- | ---------------- |
| Nicholas Magana | Herrarnas 100 m frisim | 51,53   | 53        | Gick inte vidare | Gick inte vidare | Gick inte vidare | Gick inte vidare |
| Andrea Cedrón   | Damernas 200 m frisim  | 2.05,33 | 39        | Gick inte vidare | Gick inte vidare | Gick inte vidare | Gick inte vidare |

## Taekwondo
| Idrottare    | Gren            | Åttondelsfinaler     | Kvartsfinaler        | Semifinaer           | Återkval                   | Final                | Final     |
| Idrottare    | Gren            | Motståndare Resultat | Motståndare Resultat | Motståndare Resultat | Motståndare Resultat       | Motståndare Resultat | Placering |
| ------------ | --------------- | -------------------- | -------------------- | -------------------- | -------------------------- | -------------------- | --------- |
| Julissa Diez | Damernas −49 kg | Kim S-h (KOR) L 2–10 | Gick inte vidare     | Gick inte vidare     | Wongpattanakit (THA) L 2–4 | Gick inte vidare     | 7         |